# 11º regimiento paracaidista de choque
El 11º regimiento paracaidista de choque, a menudo llamado 11e choc, era un regimiento de paracaidistas de élite del ejército francés. Solía servir como la rama armada de la SDECE, la inteligencia militar.Su lema es Qui ose gagne (quien se atreve gana), en la continuación de la tradición del Servicio Aéreo Especial británico.

## Historia
El 11º regimiento paracaidista de choque estaba destinado desde el principio a constituir una reserva de soldados a disposición de los servicios especiales franceses. El 11e choc estaba compuesto inicialmente por un solo batallón, el 11e bataillon parachutiste de choc. Desde su fundación el 1 de septiembre de 1946, estuvo estacionado en Mont-Louis. Su fundador, Jacques Morlane buscaba crear un servicio de acción para la SDECE. Su batallón agrupaba agrupaba a los veteranos de la Segunda Guerra Mundial que habían servido en el Bataillon de Choc de 1936, en el 1er bataillon de choc (fundado en 1943) y a exagentes de la Dirección de Operaciones Especiales (SOE) británica.  El primer conflicto en el que esta unidad participó fue la Guerra de Indochina contra los independentistas del Viet Minh. El capitán Paul Aussaresses recibió la misión de Morlane de:

Llevar a cabo lo que entonces se llamó "guerra psicológica", donde sea necesario, y en particular en Indochina (...) preparé a mis hombres para operaciones clandestinas, aerotransportadas o no, que podrían ser la destrucción de edificios, acciones de sabotaje o la eliminación de enemigos ... Un poco en el espíritu de lo que había aprendido en Inglaterra

De regreso de Indochina en 1952, Aussaresses recibió la tarea de suprimir a partidarios del Frente de Liberación Nacional de Argelia. Morlane estaba convencido de que, en palabras de Aussaresses, una invasión soviética era inminente, y había estado ocupado construyendo escondites de armas secretas por todo el territorio para que, cuando llegara el momento, se pudiera organizar una resistencia.
La reestructuración de los órganos franceses de inteligencia y operaciones especiales tras la Guerra del Golfo supuso la disolución del 11º regimiento paracaidista de choque el 31 de diciembre de 1993.